# 卡諾瓦湖
46°44′47″N 9°27′3″E / 46.74639°N 9.45083°E

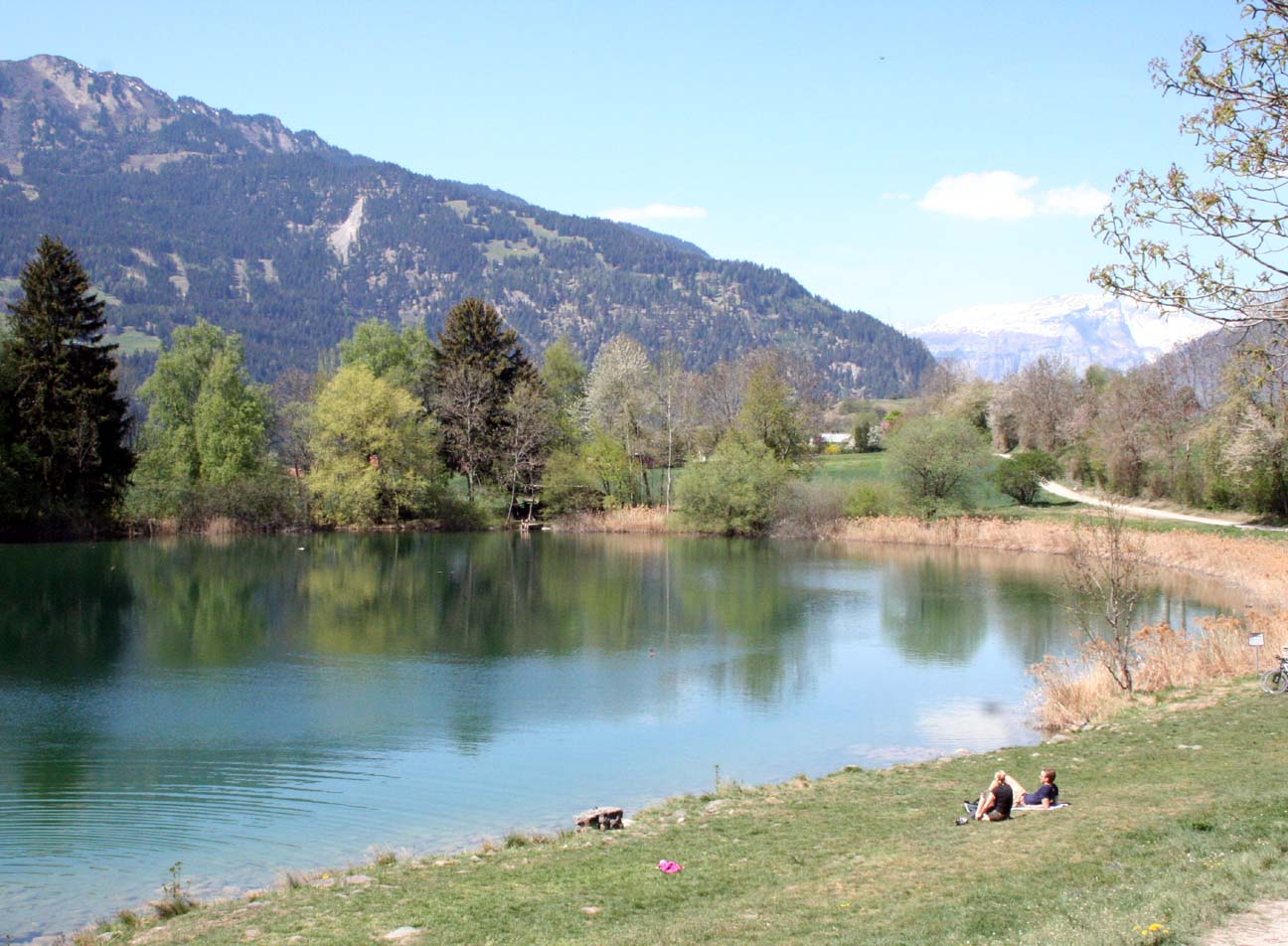

卡諾瓦湖（Canovasee），是瑞士的湖泊，位於該國東南部，由格勞賓登州負責管轄，處於帕爾佩爾斯，長0.2公里、寬0.1公里，面積0.02平方公里，海拔高度777米，最大水深10米。